# Vanče Šikov
Vanče Šikov (in macedone Ванче Шиков?; Kavadarci, 19 luglio 1985) è un ex calciatore macedone, di ruolo difensore.